# Malá Čalomija
Malá Čalomija (bis 1927 slowakisch auch „Malá Čalumina“; ungarisch Kiscsalomja –  bis 1907 Kiscsalomia) ist eine Gemeinde im Süden der Slowakei mit 194 Einwohnern (Stand 31. Dezember 2024). Sie gehört zum Okres Veľký Krtíš, einem Kreis des Banskobystrický kraj.

## Geographie

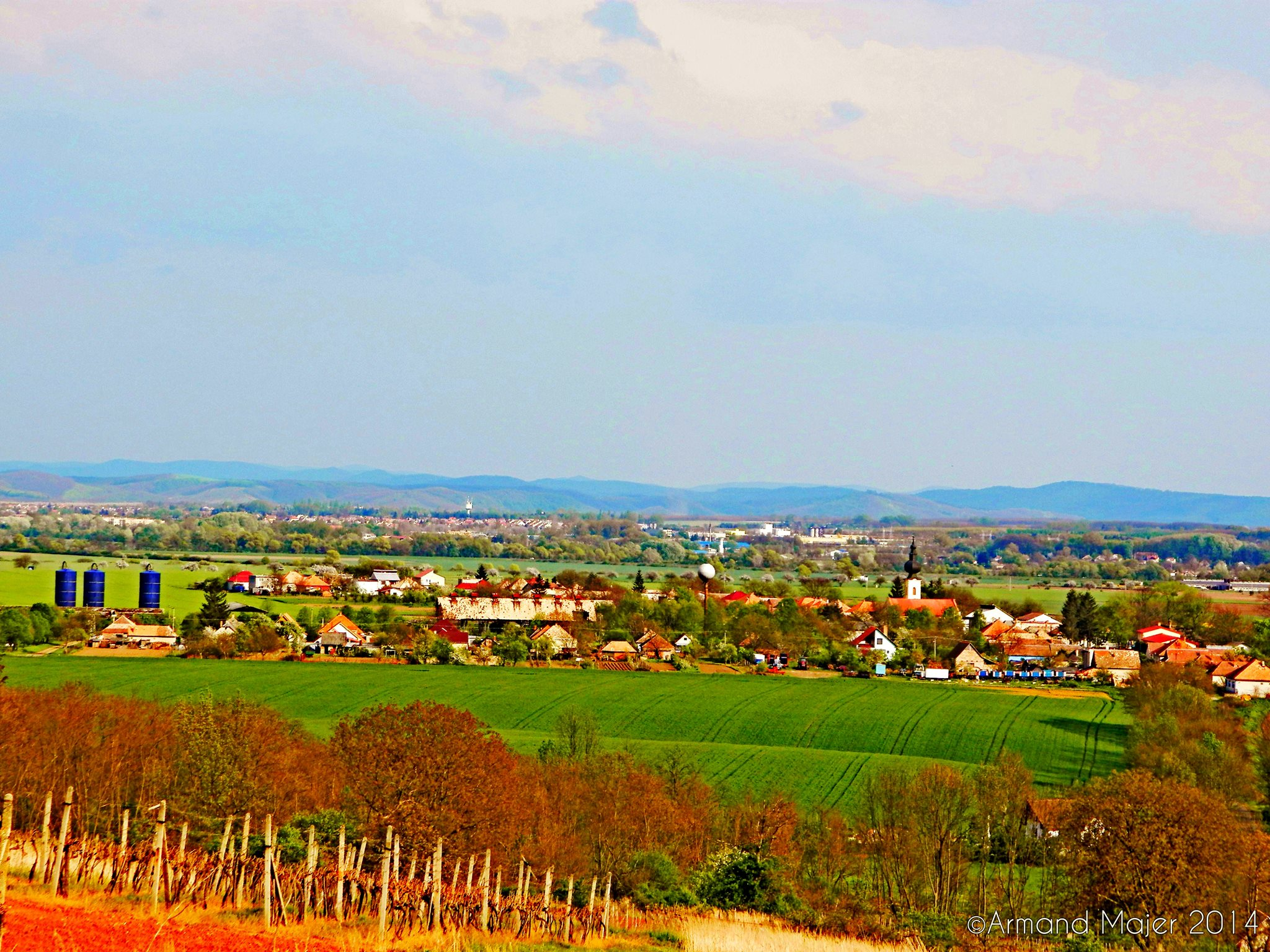
Blick auf Malá Čalomija von den örtlichen Weingärten

Die Gemeinde befindet sich im Talkessel Ipeľská kotlina, einem Teil der größeren Einheit Juhoslovenská kotlina, unweit des rechten Ufers des Ipeľ, der hier die Staatsgrenze zu Ungarn bildet. Das Ortszentrum liegt auf einer Höhe von 151 m n.m. und ist 24 Kilometer von Veľký Krtíš entfernt.
Nachbargemeinden sind Chrastince im Norden und Osten, Koláre im Südosten, Dejtár (H) im Süden, Veľká Čalomija im Südwesten und Westen und Trebušovce im Nordwesten.

## Geschichte
Das Gemeindegebiet wurde nachweislich in der Kupfersteinzeit besiedelt, weiter gab es hier Funde aus der Hallstatt- und Römerzeit sowie eine slawische Grabstätte aus dem 8. Jahrhundert.
Malá Čalomija wurde zum ersten Mal 1342 als Kischalamya schriftlich erwähnt und war zuerst Besitz des örtlichen Landadels, später von verschiedenen Gutsherren. Im 18. Jahrhundert besaß die Familie Zmeškal die Ortsgüter, im 19. Jahrhundert stammten die Besitzer unter anderem aus den Familien Tihanyi, Majthényi, Balcár und Pajer. 1715 gab es sechs Haushalte, 1828 zählte man 107 Häuser und 642 Einwohner, die als Landwirte und Winzer beschäftigt waren.
Bis 1918/1919 gehörte der im Komitat Hont liegende Ort zum Königreich Ungarn und kam danach zur Tschechoslowakei beziehungsweise heute Slowakei. Auf Grund des Ersten Wiener Schiedsspruchs lag er von 1938 bis 1944 noch einmal in Ungarn.

## Bevölkerung
| Jahr                | 1994 | 2004 | 2014     | 2024    |
| ------------------- | ---- | ---- | -------- | ------- |
| Anzahl der Personen | 252  | 252  | 213      | 194     |
| Unterschied         |      | +0 % | −15,47 % | −8,92 % |

| Jahr                | 2023 | 2024    |
| ------------------- | ---- | ------- |
| Anzahl der Personen | 185  | 194     |
| Unterschied         |      | +4,86 % |

Gemäß der Volkszählung 2011 wohnten in Malá Čalomija 209 Einwohner, davon 172 Slowaken, 33 Magyaren sowie jeweils ein Pole und Tscheche. Zwei Einwohner machten keine Angabe zur Ethnie. 
106 Einwohner bekannten sich zur Evangelischen Kirche A. B., 82 Einwohner zur römisch-katholischen Kirche und 12 Einwohner zu den Siebenten-Tags-Adventisten, zu den Zeugen Jehovas und zur evangelisch-methodistischen Kirche. Zwei Einwohner waren konfessionslos und bei 12 Einwohnern wurde die Konfession nicht ermittelt.

## Bauwerke
- evangelische Kirche im spätklassizistischen Stil aus dem Jahr 1884, die eine ältere Toleranzkirche aus dem Jahr 1787 ersetzte